# Cero a la Izquierda
Cero a la Izquierda era un grupo de música rock español formado en 2011 en Pamplona, Navarra.

## Biografía
La banda surge en Pamplona en 2011. En 2012, autoeditan su primer LP, titulado La Vela Muda, grabado en Aberin (Navarra) y producido por Iñaki Llarena. El disco ve la luz el 15 de septiembre de ese mismo año. Tras su lanzamiento, comienza una gira de 60 conciertos en la que el grupo abre para bandas referenciales como La Fuga, El Drogas o La Vela Puerca
En 2014, Cero a la Izquierda comienza a trabajar en su segundo álbum de estudio, que graban en los Konk Studios de Londres, también con Iñaki Llarena a los mandos. No Ha Dejado De Llover ve la luz en febrero de 2015 bajo El Dromedario Records, sello discográfico creado por Alen Ayerdi, batería de Marea. Numerosos medios se hacen eco de su lanzamiento, calificando a la formación como “una de las bandas rockeras más importantes de la próxima década”.
La gira que precede a este lanzamiento cuenta con más de 60 fechas. La formación actúa como teloneros de Ciclonautas en su gira Ciclón Tour que tiene parada en ocho importantes ciudades españolas. Además, se hacen con el primer premio del Certamen Villa de San Adrián en su vigésima edición. La banda forma parte del cartel del Viña Rock 2016.
En verano de 2016, Cero a la Izquierda se traslada a los Giant Wafer Studios de Powys, Gales para grabar su tercer compacto. Campo de Minas sale a la calle en octubre del mismo año, esta vez bajo la producción de Iñaki Llarena y Leire Aranguren. Diversos medios lo consideran uno de los discos de rock del año.
En el 2017 Javi Robles anuncia que abandona la banda para centrarse en su proyecto en solitario, así como en su nueva banda "The Bad Moys". Una banda hardcore punk.

## Miembros
- Javi Robles: Voz
- Sergio Pérez Ugarte: Guitarra
- Dani Lafuente: Bajo
- Lucas Nicolay: Batería

## Discografía

### Álbumes de estudio
- La Vela Muda (2012)
- No Ha Dejado De Llover (2015)
- Campo de Minas (2016)

### Sencillos
- Mis Lamparones (2015)
- Se Refugia (2015)
- Vale la Pena (2016)
- Huellas (2016)
- Solo un Espejo con Kutxi Romero (2017)